# بشتتنغدوستعلي (مقاطعة دلفان)
بشتتنغدوستعلي (بالفارسية: پشتتنگدوستعلی) هي قرية تقع في قسم ايتيوند الشمالي الريفي (مقاطعة دلفان) في إيران. يقدر عدد سكانها بـ 97 نسمة بحسب إحصاء 2016.